# بخش شیژونگ، لیشان

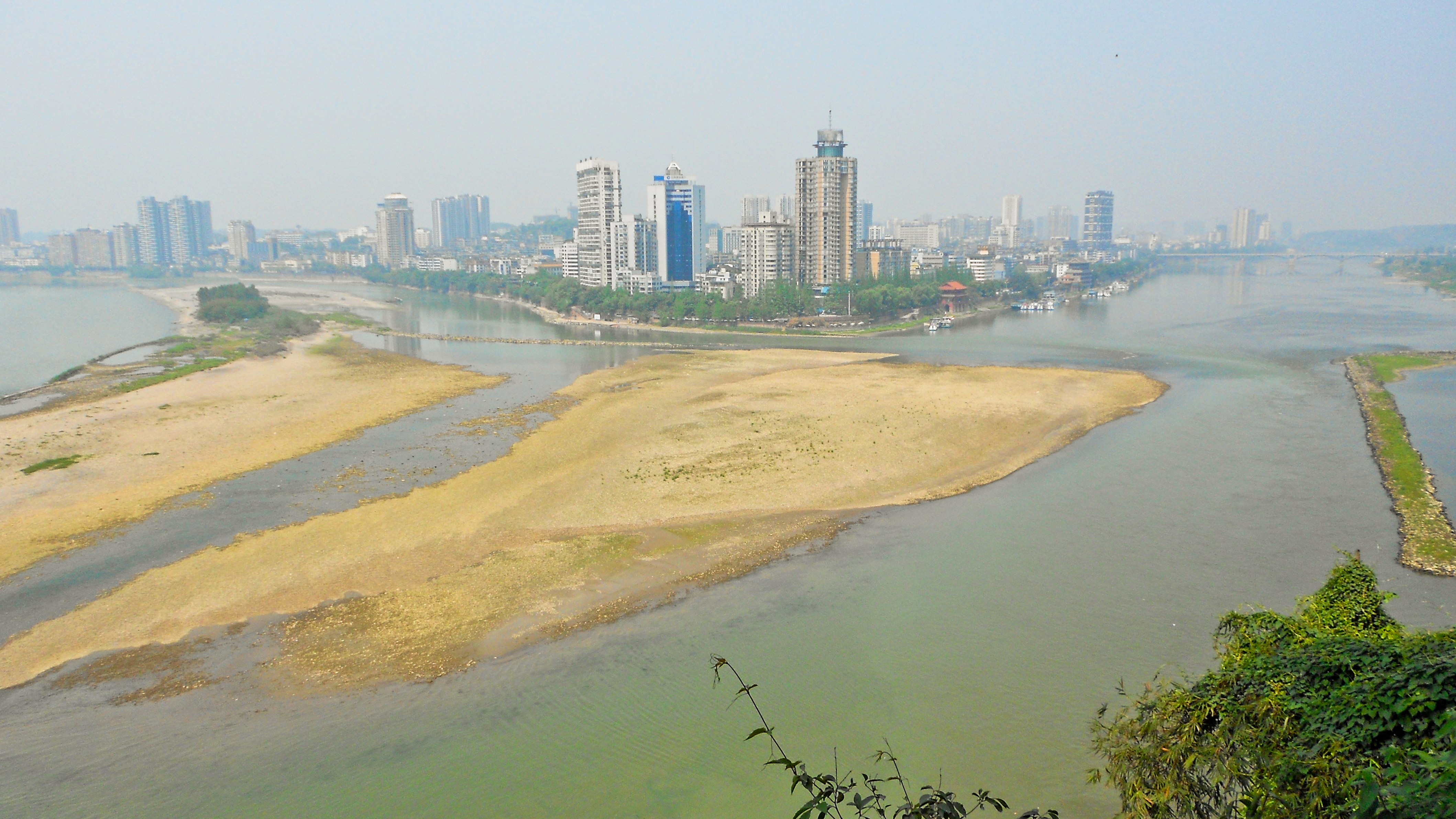
بخش شیژونگ، لیشان

بخش شیژونگ، لیشان (به لاتین: Shizhong District) یک منطقهٔ مسکونی در جمهوری خلق چین است که در لیشان واقع شده‌است.